# Dżammain
Dżammain (arab. ‏جمّاعين‎) – palestyńskie miasto położone w muhafazie Nablus, w Autonomii Palestyńskiej. Według danych szacunkowych Palestyńskiego Centralnego Biura Statystycznego w 2016 roku miejscowość liczyła 7554 mieszkańców